# 埃德娜·基普拉加特
埃德娜·基普拉加特（Edna Kiplagat，1979年9月15日—）是一名肯尼亚长跑运动员。她是2011年和2013年世界田径锦标赛女子马拉松冠军得主。她的个人最好成绩是2012年伦敦马拉松创下的2:19:50。在她37岁时，她以2:21:52获得2017年波士顿马拉松冠军。